# JENNI (álbum)
JENNI é o álbum de estreia da cantora curitibana Jenni Mosello. O álbum foi lançado em 27 de Julho de 2018.

## Contexto
Tendo ingressado no mundo da música como uma cantora de jazz em meados de 2012, Mosello foi vice-campeã da única edição brasileira do reality show norte-americano X Factor, no final de 2016. Na mesma época, Mosello lançou seu single de estreia, "Run to the Hills", uma canção pop, que entrou para a lista de canções virais do Spotify. Na época Mosello prometeu um álbum para Junho de 2017, embora não estivesse satisfeita com a produção do material composto e o lançamento não se concretizou. 
A cantora passou o ano de 2017 trabalhando na composição e na produção do disco. No fim do ano, lançou o primeiro single do álbum, Vou Gritar, que alcançou repercussão nacional e ultrapassou 700 mil visualizações no Youtube. No início de 2018, Mosello lançou o segundo single do projeto, "Eu Não Vou", em parceria com Chameleo.
Após cogitar lançar o álbum através de singles individuais, Mosello anunciou o lançamento oficial do projeto completo para 27 de Julho de 2018.

## Lista de faixas
| N.º | Título                         | Compositor(es)           | Duração |  |
| 1.  | "Vou Gritar"                   | Jenni Mosello            | 2:46    |  |
| 2.  | "interlúdio 1"                 | Jenni Mosello            | 1:05    |  |
| 3.  | "Vai Ser Assim (feat. Olívia)" | Jenni Mosello e Olívia   | 2:56    |  |
| 4.  | "interlúdio 2"                 | Jenni Mosello            | 0:39    |  |
| 5.  | "Eu Não Vou (feat. Chameleo)"  | Jenni Mosello e Chameleo | 2:59    |  |
| 6.  | "Quem É Você"                  | Jenni Mosello            | 2:59    |  |
| 7.  | "Me Esperar"                   | Jenni Mosello            | 3:00    |  |

## Turnê
O primeiro show que contou com músicas do álbum aconteceu em 3 de novembro de 2017, em abertura do show da cantora Anitta, em Curitiba. Em maio de 2018, a cantora foi uma das atrações principais do Festival Coolritiba, também em Curitiba, no qual realizou o maior show de sua carreira, para 6 mil pessoas.
Mosello prepara-se para embarcar numa turnê nacional de 10 datas após o lançamento do álbum.  